# Adam A500
Pour les articles homonymes, voir A500.
L'Adam A500 est un bimoteur push-pull destiné à remplacer de nombreux avions bimoteurs d'affaire et de grand tourisme. Il présente de nombreux aspects très innovants.

## Renouveler un parc vieillissant
Au milieu des années 1990 Rick Adam constata qu’aucun bimoteur d’aviation générale nouveau n’avait été introduit sur le marché depuis la sortie en 1970 du Piper PA-31 Mojave, qui est en fait une évolution du Piper PA-31 Navajo remontant aux années 1960. La production des Cessna 340/414/421, Beech Duke et Beech Baron ou Piper Mojave avait même cessé au milieu des années 1980, faute de ventes suffisantes. Produits en grande quantité, ces appareils étaient encore bien présents sur le marché et accessibles à des prix raisonnables (600 000 U$, souvent moins), mais vieillissants et un marché se dessinait pour leur remplacement.
Il savait d’autre-part que si les bimoteurs ont généralement leurs moteurs dans les ailes, solution présentant des avantages techniques de construction, le pilotage devenait plus délicat en cas de panne et la formule générait une traînée plus importante. La solution du bimoteur push-pull fut donc retenue car ce type d’avion, dont les moteurs sont montés en tandem, un à l’avant et un à l’arrière du fuselage, offre des caractéristiques de vol comparable à celles d’un monomoteur. Le futur avion devant être pressurisé le choix des moteurs était particulièrement important. Offrant le meilleur rapport poids/poussée du marché et une puissance maximale à 5 300 m, le Continental TSIO-550E de 350 ch fut retenu. Enfin, pour économiser les frais de développement de la cellule, l’appareil devait pouvoir être facilement convertible de bimoteur en biréacteur.
Burt Rutan, connu pour ses solutions innovantes, fut donc contacté en 1998 pour dessiner un bimoteur push-pull pressurisé capable de transporter 6 passagers et facilement convertible en biréacteur, l’objectif étant d’obtenir la certification FAA en 2003.

## Scaled Composite Model 309
Burt Rutan a dessiné un monoplan à aile basse cantilever, cabine pressurisée, train tricycle escamotable et empennage bipoutre. La section centrale de voilure était sans dièdre, alors que les panneaux externes affectaient un dièdre assez prononcé. 309e projet étudié par Burt Rutan, c’était aussi un avion réalisé pratiquement entièrement en matériaux composites (Fibre de carbone et résine epoxy), donc d’un coût de fabrication réduit. À titre d’exemple il fallut à peine 7 mois entre la conception des outillages et le premier vol du prototype. Seules les gouvernes de vol sont métalliques.
Désigné également Adam M-309 CarbonAero dans la presse ou Adam A500 M309 dans les publications de la firme Adam Aircraft Industries, le prototype et démonstrateur technologique [N309A c/n 001] a été construit à Mojave Airport, Californie, par Scaled Composites. Il a effectué son premier vol le 21 mars 2000, piloté par Doug Shane, et été présenté à la presse le 5 avril suivant. À l’issue d’un programme de plus de 200 h de vol le M309 a été placé en exposition statique devant le siège d’Adam Aircraft Industries, puis cédé en 2006 au Wings Over the Rockies Air and Space Museum. Il figure toujours au registre américain en 2007…comme monomoteur!

## Adam A500
Bimoteur utilitaire 6 places dérive du M-309 CarbonAero, la version de série se distingue du démonstrateur technologique par sa voilure, une aile à dièdre constant avec un bord d’attaque brisé près de l’emplanture, coiffée de winglets. Le fuselage a également été légèrement redessiné. Outre une cabine pressurisée, le A500 offre une avionique extrêmement moderne (EFIS et FADEC).
Le prototype [N500AX c/n 001] a volé le 11 juillet 2002 aux mains de Glenn Maben, Après 124 h de vol, il est affecté le 15 décembre 2002 aux essais statiques. Un second exemplaire [N501AX c/n 002] a volé à son tour le 13 février 2003. Utilisé comme démonstrateur par Adam Aircraft Industries, il disposait d’un aménagement cabine complet et fut mis à la disposition du cinéaste Michael Mann pour les besoins du film Miami Vice. Il fut arrêté le 18 août 2006 après 1284 heures de vol.
Les deux exemplaires suivants [N502AX c/n 003] et [N504AX c/n 004] ont volé respectivement les 12 décembre 2003 et 12 janvier 2005. Ils ont été mis à la disposition de la FAA pour le programme de certification, certification obtenue le 11 mai 2005. Adam Aircraft Industries annonçait alors 65 commandes fermes.
Les livraisons ont débuté avec le c/n 005 en novembre 2005 et pour assurer un objectif de production de 6 avions par mois une deuxième chaine est prévue à Ogden, Utah. 6 Adam A500 avaient été livrés au 31 décembre 2006.